# Roomkaas

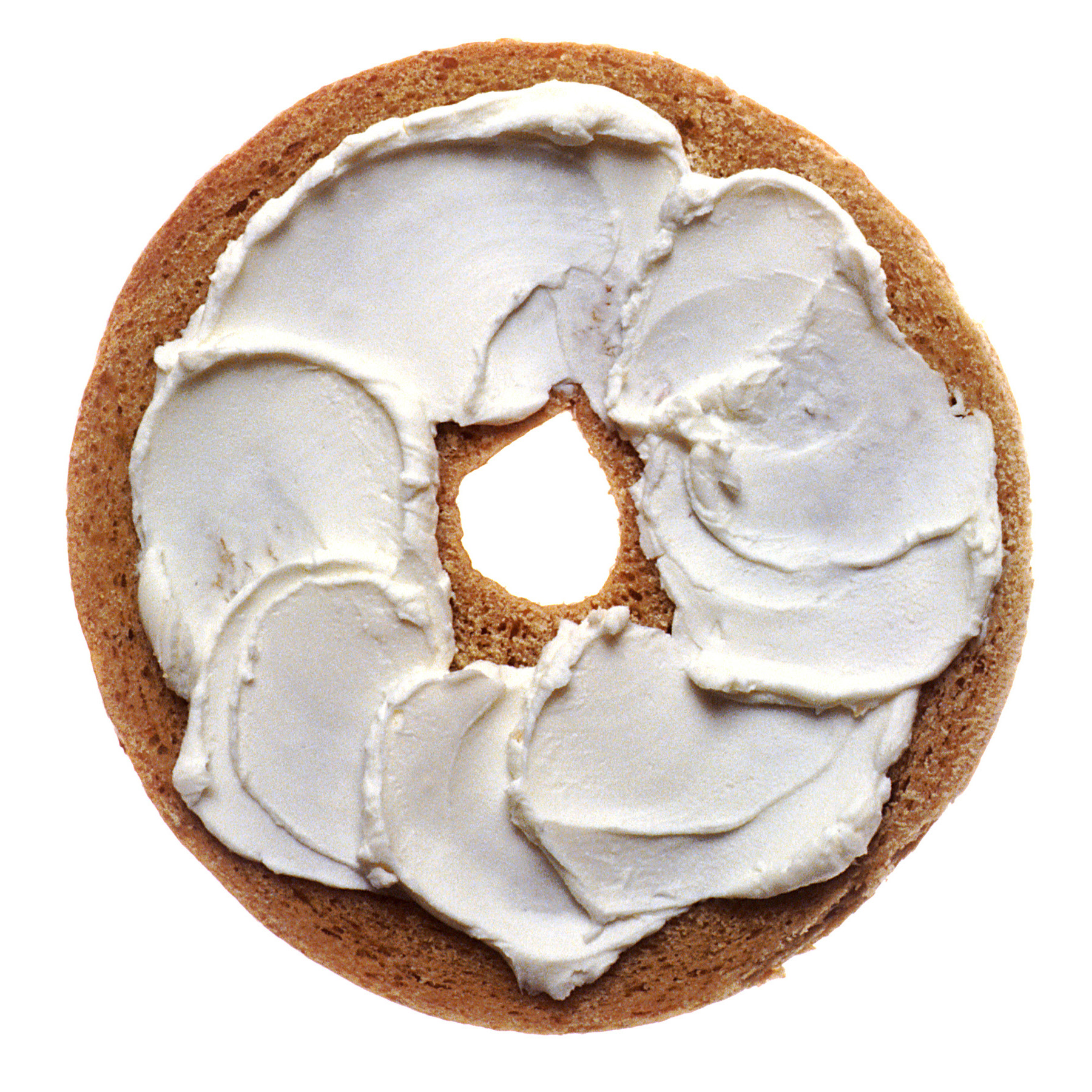
Bagel met roomkaas

Roomkaas is een witte, romige, smeerbare soort kaas die gegeten kan worden op toastjes of op brood. Deze kaas heeft een milde smaak, maar soms is er meer smaak toegevoegd door middel van fijngehakte knoflook, olijven of dille.
Roomkaas kan ook gebruikt worden bij de bereiding van allerlei gerechten, zoals cheesecake (vergelijkbaar met kwarktaart), of in koude of warme gerechten, zoals pasta's. In Nederland zijn er verschillende soorten roomkaas, waaronder de frisse zogenaamde zuivelspreads.
Roomkaas dient niet verward te worden met smeerkaas.

## Productie
Roomkaas wordt geproduceerd uit koemelk.